# Miha Fontaine
Miha Fontaine (née le 3 janvier 2004 à Magog) est un skieur acrobatique canadien spécialisé dans le saut acrobatique.
Le 10 février 2022, il remporte une médaille de bronze à l’épreuve des sauts par équipe mixte aux Jeux olympiques de Pékin avec Marion Thénault et Lewis Irving.

## Palmarès

### Jeux olympiques
- : médaille de bronze en saut acrobatique par équipes aux JO 2022.